# Mark Furze
Mark Alan Holcombe Furze (Orange, Nueva Gales del Sur; 7 de mayo de 1986) es un actor y cantante australiano conocido por haber interpretado a Ric Dalby en la serie australiana Home and Away.

## Biografía
Es muy buen amigo del actor Todd Lasance y de la actriz Indiana Evans quienes interpretaron a Aden Jefferies y Matilda Hunter en Home and Away. 
Mark vivió con Jon Sivewright, quien interpreó a Tony Holden en Home and Away.
En septiembre de 2015 se casó con la modelo neozelandesa Laural Barrett (quien fue coronada Miss Universe New Zealand en 2007). En agosto de 2020 lamentablemente la pareja anunció que habían perdido al bebé que estaban esperando.

## Carrera
Furze ha participado en varias producciones en teatro con el Orange Theatre Company, entre ellas Oliver en donde interpretó el papel principal con apenas 10 años.
Su primera participación en la televisión fue en el 2001 en la serie familiar Outriders donde interpretó a Jake Konrad y poco después a los 15 años aparecipo en la serie de acción y drama Water Rats. Dos años después aparecipo en la película Balmain Boys. 
Del 2004 al 2008 se unió al elenco de la aclamada serie australiana Home and Away, donde dio vida a Eric "Ric" Dalby, el nieto de Alf Stewart. Ric dejó Summer Bay para irse a Perth donde se encontraba su novia Matilda Hunter, en su última escena se ve a ambos besándose. Mark dejó la serie el 24 de julio de 2008 para seguir su carrera musical. Por su participación fue nominado dos veces en la categoría de actor más popular en los premio logies. 
También en el 2004 apareció en la película hecha para la televisión Jessica, donde interpretó al hijo del personaje principal.
En el 2006 participó en la primera temporada de la competencia de canto It Takes Two, junto a su compañera la cantante Rachael Beck, sin embargo Mark y Rachael quedaron en tercer lugar. Un año después concursó en la segunda temporada del reality show Soapstar Superstar, donde también quedó en tercer lugar.
En el 2010 interpretó a Trent en la tercera temporada de la serie de drama y crimen Underbelly: The Golden Mile. Ese mismo año aparecerá en la película cómica A Heartbeat Away donde dará vida a Damian.
- Música.:

A raíz del fracaso de su banda anterior llamada Charger, Mark formó un nuevo grupo llamado "Falcon Road", donde es el guitarrista y cantante principal del grupo, además de que escribe la mayoría de las canciones. La banda también está integrada por Travis "Trav", Kyle Manning quien toca el bajo y la baterista se llama Michelle Vincent.
La banda lanzó un video musical de su sencillo debut Favourite Habit, en donde aparece el actor Todd Lasance antiguo compañero de Mark en Home and Away.

## Filmografía
- Series.:

| Año         | Serie                       | Personaje   | Notas              |
| ----------- | --------------------------- | ----------- | ------------------ |
| 2010        | Underbelly: The Golden Mile | Trent       | 2 episodios        |
| 2004 - 2008 | Home and Away               | Ric Dalby   | 496 episodios      |
| 2001        | Outriders                   | Jake Konrad | 26 episodios       |
| 2001        | Water Rats                  | Jared       | episodio "Red Ice" |

- Película.:

| Año  | Título                   | Personaje | Notas |
| ---- | ------------------------ | --------- | --- |
| 2018 | Si solo pudiera imaginar | Nathan    | junto a J. Michael Finley, Madeline Carroll. Trace Adkins, Craig Lembke, Priscilla Shirer, Cloris Leachman, Dennis Quaid y Tanya Clarke |
| 2011 | A Heartbeat Away         | Damian    | junto a Isabel Lucas, Sebastian Gregory, Roy Billing, Colin Friels, Damien Garvey & Tammy MacIntosh                                     |
| 2004 | Jessica                  | Joey      | junto a Oliver Ackland & Wil Traval |
| 2003 | Balmain Boys             | The Kid   | junto a Paul Gleeson, Lara Cox & Jeremy Sims                                                                                            |

- Apariciones.:

| Año  | Programa                         | Notas                                            |
| ---- | -------------------------------- | ------------------------------------------------ |
| 2007 | Soapstar Superstar               | 10 episodios - concursante                       |
| 2007 | Soapstar Superstar: Bonus Tracks | 7 episodios                                      |
| 2006 | It Takes Two                     | 10 episodios - participante junto a Rachael Beck |

- Videos.:

| Año  | Cantante      | Canción - Sencillo | Notas                                        |
| ---- | ------------- | ------------------ | -------------------------------------------- |
| 2006 | Guy Sebastian | Elevator Love      | apareció en el video musical tocando el bajo |

## Premios y nominaciones
- Logie Awards.:

| Año  | Categoría          | Premio             | Serie         | Resultado |
| ---- | ------------------ | ------------------ | ------------- | --------- |
| 2008 | Most Popular Actor | Silver Logie Award | Home and Away | Nominado  |
| 2008 | Sexiest Male       | -                  | Home and Away | Nominado  |
| 2007 | Most Popular Actor | Silver Logie Award | Home and Away | Nominado  |